# Ptenothrix marmorata
Ptenothrix marmorata é uma espécie do gênero Ptenothrix.  